# Општина Скурту Маре (Телеорман)
Скурту Маре (рум. Scurtu Mare) општина је у Румунији у округу Телеорман.
Oпштина се налази на надморској висини од 131 m.